# Genesi (Gaia)
| Recensione | Giudizio |
| ---------- | -------- |
| Newsic     |          |
| Rockol     |          |

Genesi è il primo album in studio della cantautrice italiana Gaia, pubblicato il 20 marzo 2020 dalla RCA.

## Pubblicazione
Dopo il primo EP, New Dawns, realizzato dopo il secondo posto nella finale di X Factor nel 2016, seguì l'album Genesi. L'album è stato inizialmente pubblicato in formato digitale, a causa della quarantena avvenuta in Italia per la pandemia di COVID-19.
La pubblicazione in formato fisico dell'album, rinominato per l'occasione Nuova Genesi, è avvenuta il 22 maggio, contenente due inediti e la versione italiana di Chega, intitolata Calma.

## Descrizione
L'album, che mostra l'artista come interprete e autrice di tutte e sette le tracce, vede la produzione principale di Simon Says e la collaborazione nella stesura dei testi e musiche di Piero Romitelli, Simone Privitera, Andrea Bonomo, Antonio Filippelli, Antonio Dimartino, oltre a due ex allievi della scuola di Amici: Gerardo Pulli dell'undicesima edizione e Martina Beltrami, allieva della scuola di Amici insieme a Gaia durante la diciannovesima edizione.
Il progetto discografico, che si basa principalmente sul genere pop, ha estensioni musicali dalla elettronica e urban.

## Accoglienza
La rivista di musica Rockol ha paragonato l'album alla Francesca Michielin dei tempi di L'amore esiste e Battito di ciglia e ad Annalisa, lodandone «l'elettronica minimal, gli echi sudamericani e le chitarre acustiche che s'infilano tra synth e tastierino» definendola «una proposta interessante e per niente banale». Newsic ha elogiato la produzione di Genesi, paragonando lo stile di Gaia a quello di Joan Thiele.

## Tracce
Testi di Gaia Gozzi e musiche di Simone Privitera, eccetto dove indicato
1. Chega – 3:04
2. Densa – 3:20 (Gaia Gozzi, Jacopo Èttorre, Simone Privitera)
3. What I Say – 2:46
4. Mi ricordo un po' di me – 3:06 (Davide Napoleone, Gaia Gozzi, Giorgio Spedicato, Martina Beltrami, Simone Privitera, Simone Sproccati)
5. Coco Chanel – 2:24 (Gaia Gozzi, Gerardo Pulli, Piero Romitelli e Simone Privitera)
6. Fucsia – 3:01 (Andrea Bonomo, Gaia Gozzi, Gianluigi Fazio, Niccolò Bolchi)
7. Stanza 309 – 3:05 (Antonio Dimartino, Gaia Gozzi, Gianmarco Manilardi, Valerio Smordoni)

Tracce bonus nell'edizione Nuova Genesi
1. Il rosso delle rose – 3:05 (Gaia Gozzi, Jacopo Èttorre, Simone Privitera, Giorgio Spedicato)
2. Bela flor – 2:36
3. Calma – 3:04

## Successo commerciale
Nella classifica italiana degli album stilata dalla FIMI il disco ha esordito in 5ª posizione, risultando il debutto migliore tra i concorrenti dell'edizione di Amici della cantante, e ben tre tracce sono entrate nella rispettiva classifica Top Singoli: Chega, Coco Chanel e Fucsia. A seguito della ristampa dell'album, Nuova Genesi, si è spinto fino al 3º posto.

## Classifiche

### Classifiche settimanali
| Classifica (2020) | Posizione massima |
| ----------------- | ----------------- |
| Italia            | 3                 |
| Svizzera          | 68                |

### Classifiche di fine anno
| Classifica (2020) | Posizione |
| ----------------- | --------- |
| Italia            | 49        |